# Bulbophyllum dibothron
Bulbophyllum dibothron är en orkidéart som beskrevs av Jaap J. Vermeulen och Anthony L. Lamb. Bulbophyllum dibothron ingår i släktet Bulbophyllum och familjen orkidéer. Inga underarter finns listade i Catalogue of Life.